# Codolet
Codolet est une commune française située dans le sud-est du département du Gard, en région Occitanie.
Exposée à un climat méditerranéen, elle est drainée par la Cèze et par un autre cours d'eau. La commune possède un patrimoine naturel remarquable : deux sites Natura 2000 (« la Cèze et ses gorges » et « le Rhône aval ») et trois zones naturelles d'intérêt écologique, faunistique et floristique.
Codolet est une commune rurale qui compte 597 habitants en 2022, après avoir connu une forte hausse de la population depuis 1962. Elle fait partie de l'aire d'attraction de Bagnols-sur-Cèze. Ses habitants sont appelés les Codolétiens ou  Codolétiennes.

## Géographie
|                  | Chusclan         |                     |
| Orsan            | Codolet          | Caderousse Vaucluse |
| Laudun-l'Ardoise | Laudun-l'Ardoise |                     |

### Localisation
La commune de Codolet est située près des communes d'Orsan et de Chusclan.

### Hydrographie et relief

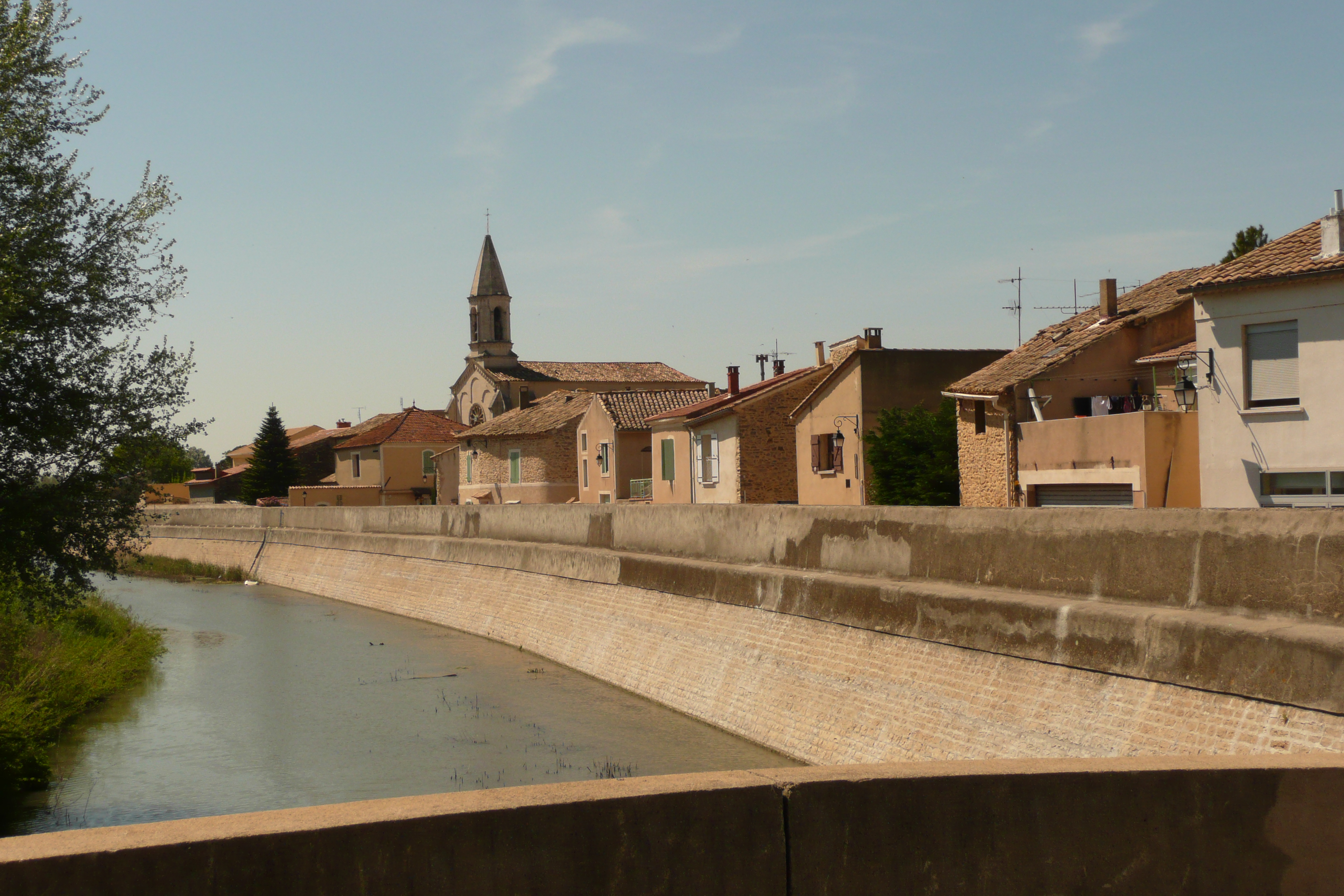
La Cèze à Codolet.

La commune possède un lac sur l'ilon de Codolet, très prisé par les locaux durant la saison estivale.

### Climat
Pour des articles plus généraux, voir Climat de l'Occitanie et Climat du Gard.
En 2010, le climat de la commune est de type climat méditerranéen franc, selon une étude s'appuyant sur une série de données couvrant la période 1971-2000. En 2020, Météo-France publie une typologie des climats de la France métropolitaine dans laquelle la commune est exposée à un climat méditerranéen et est dans la région climatique Provence, Languedoc-Roussillon, caractérisée par une pluviométrie faible en été, un très bon ensoleillement (2 600 h/an), un été chaud (21,5 °C), un air très sec en été, sec en toutes saisons, des vents forts (fréquence de 40 à 50 % de vents > 5 m/s) et peu de brouillards.
Pour la période 1971-2000, la température annuelle moyenne est de 14,1 °C, avec  une amplitude thermique annuelle de 17,8 °C. Le cumul annuel moyen de précipitations est de 763 mm, avec 5,9 jours de précipitations en janvier et 3 jours en juillet. Pour la période 1991-2020, la température moyenne annuelle observée sur la station météorologique la plus proche, située sur la commune de Chusclan à 3 km à vol d'oiseau, est de 15,3 °C et le cumul annuel moyen de précipitations est de 750,2 mm,. Pour l'avenir, les paramètres climatiques de la commune estimés pour 2050 selon différents scénarios d’émission de gaz à effet de serre sont consultables sur un site dédié publié par Météo-France en novembre 2022.

### Voies de communication et transports
Un arrêt de bus y est implanté, utilisé uniquement à des fins scolaires.

### Milieux naturels et biodiversité

#### Réseau Natura 2000

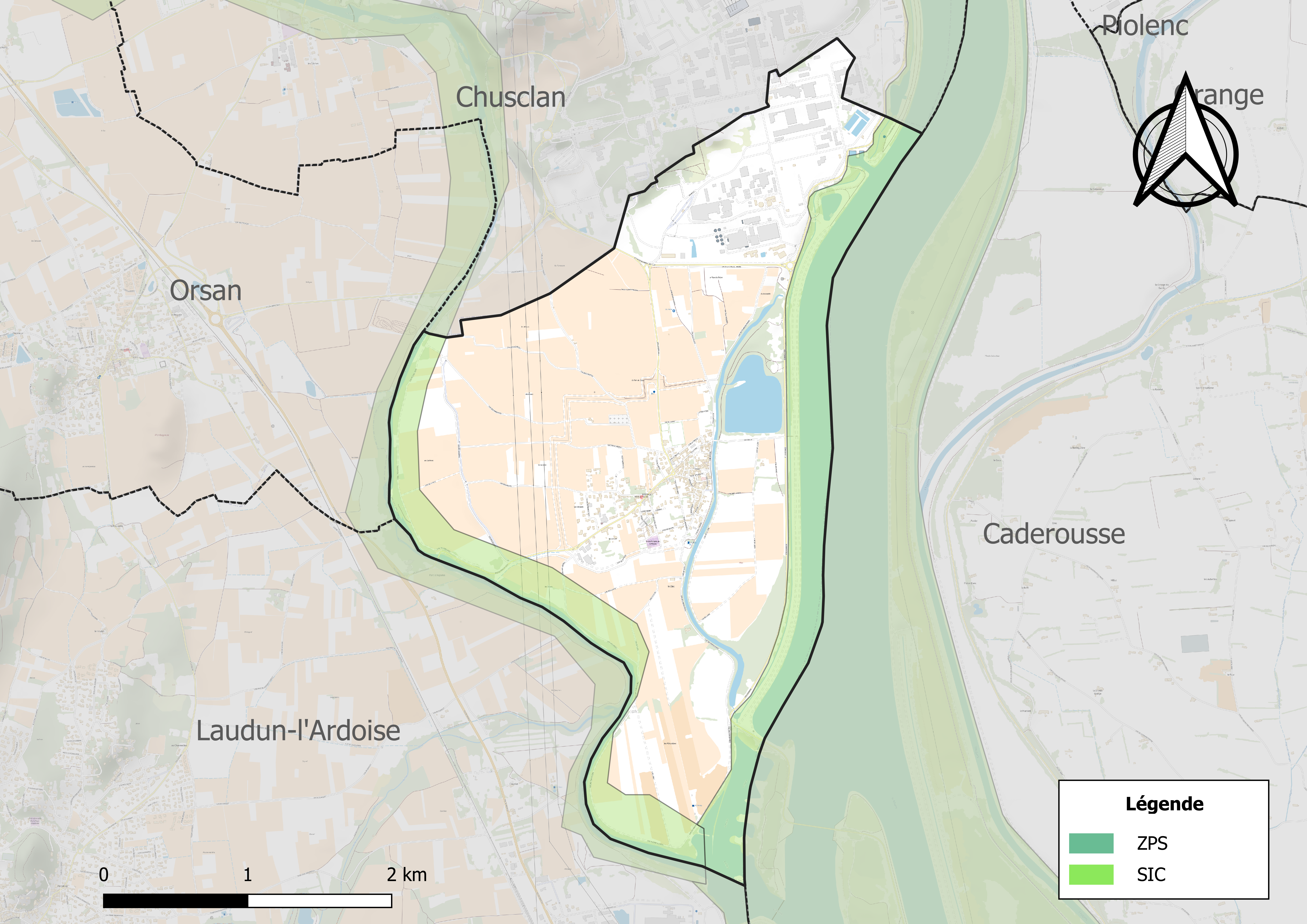
Sites Natura 2000 sur le territoire communal.

Le réseau Natura 2000 est un réseau écologique européen de sites naturels d'intérêt écologique élaboré à partir des directives habitats et oiseaux, constitué de zones spéciales de conservation (ZSC) et de zones de protection spéciale (ZPS).
Deux sites Natura 2000 ont été définis sur la commune au titre de la directive habitats :
- « le Rhône aval », d'une superficie de 12 579 ha[9] ;
- « la Cèze et ses gorges », d'une superficie de 3 550 ha, un territoire dont les principaux habitats naturels sont des formations méditerranéennes (Asplenion, Quercion ilicis) dans les gorges, avec notamment des descentes remarquables d'espèces montagnardes[10].

#### Zones naturelles d'intérêt écologique, faunistique et floristique

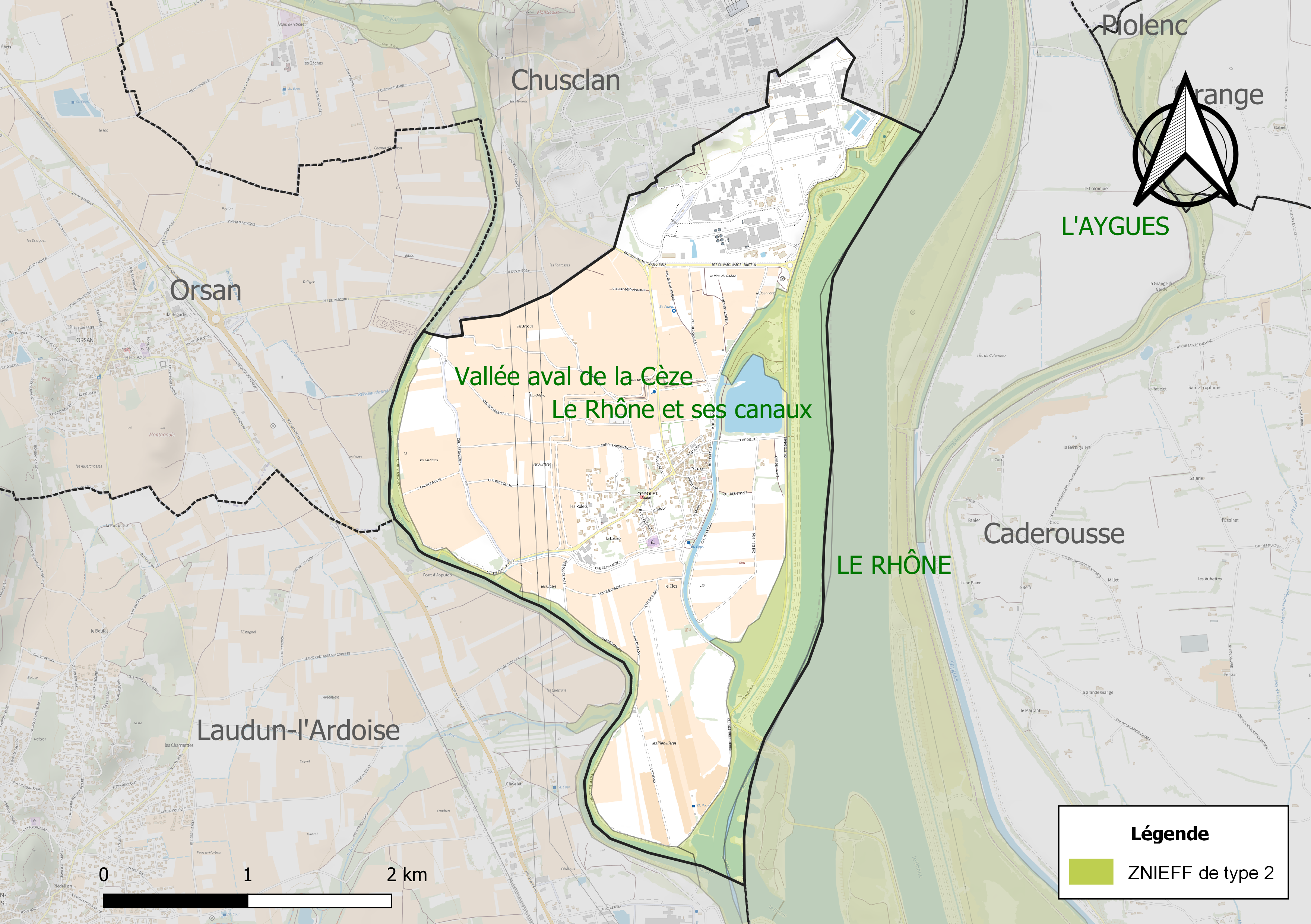
Carte des ZNIEFF de type 2 localisées sur la commune.

L’inventaire des zones naturelles d'intérêt écologique, faunistique et floristique (ZNIEFF) a pour objectif de réaliser une couverture des zones les plus intéressantes sur le plan écologique, essentiellement dans la perspective d’améliorer la connaissance du patrimoine naturel national et de fournir aux différents décideurs un outil d’aide à la prise en compte de l’environnement dans l’aménagement du territoire.
Trois ZNIEFF de type 2 sont recensées sur la commune :
- « le Rhône » (3 202 ha), couvrant 27 communes dont 2 dans l'Ardèche, 1 dans les Bouches-du-Rhône, 12 dans le Gard et 12 dans le Vaucluse[12] ;
- « le Rhône et ses canaux » (3 879 ha), couvrant 15 communes du département[13] ;
- la « vallée aval de la Cèze » (532 ha), couvrant 14 communes du département[14].

## Urbanisme

### Typologie
Au 1er janvier 2024, Codolet est catégorisée commune rurale à habitat dispersé, selon la nouvelle grille communale de densité à sept niveaux définie par l'Insee en 2022.
Elle est située hors unité urbaine. Par ailleurs la commune fait partie de l'aire d'attraction de Bagnols-sur-Cèze, dont elle est une commune de la couronne,. Cette aire, qui regroupe 30 communes, est catégorisée dans les aires de moins de 50 000 habitants,.

### Occupation des sols
L'occupation des sols de la commune, telle qu'elle ressort de la base de données européenne d’occupation biophysique des sols Corine Land Cover (CLC), est marquée par l'importance des territoires agricoles (68,9 % en 2018), en diminution par rapport à 1990 (69,8 %). La répartition détaillée en 2018 est la suivante : 
cultures permanentes (68,9 %), zones industrielles ou commerciales et réseaux de communication (14,5 %), eaux continentales (10 %), zones urbanisées (5,5 %), forêts (1,1 %). L'évolution de l’occupation des sols de la commune et de ses infrastructures peut être observée sur les différentes représentations cartographiques du territoire : la carte de Cassini (XVIIIe siècle), la carte d'état-major (1820-1866) et les cartes ou photos aériennes de l'IGN pour la période actuelle (1950 à aujourd'hui).

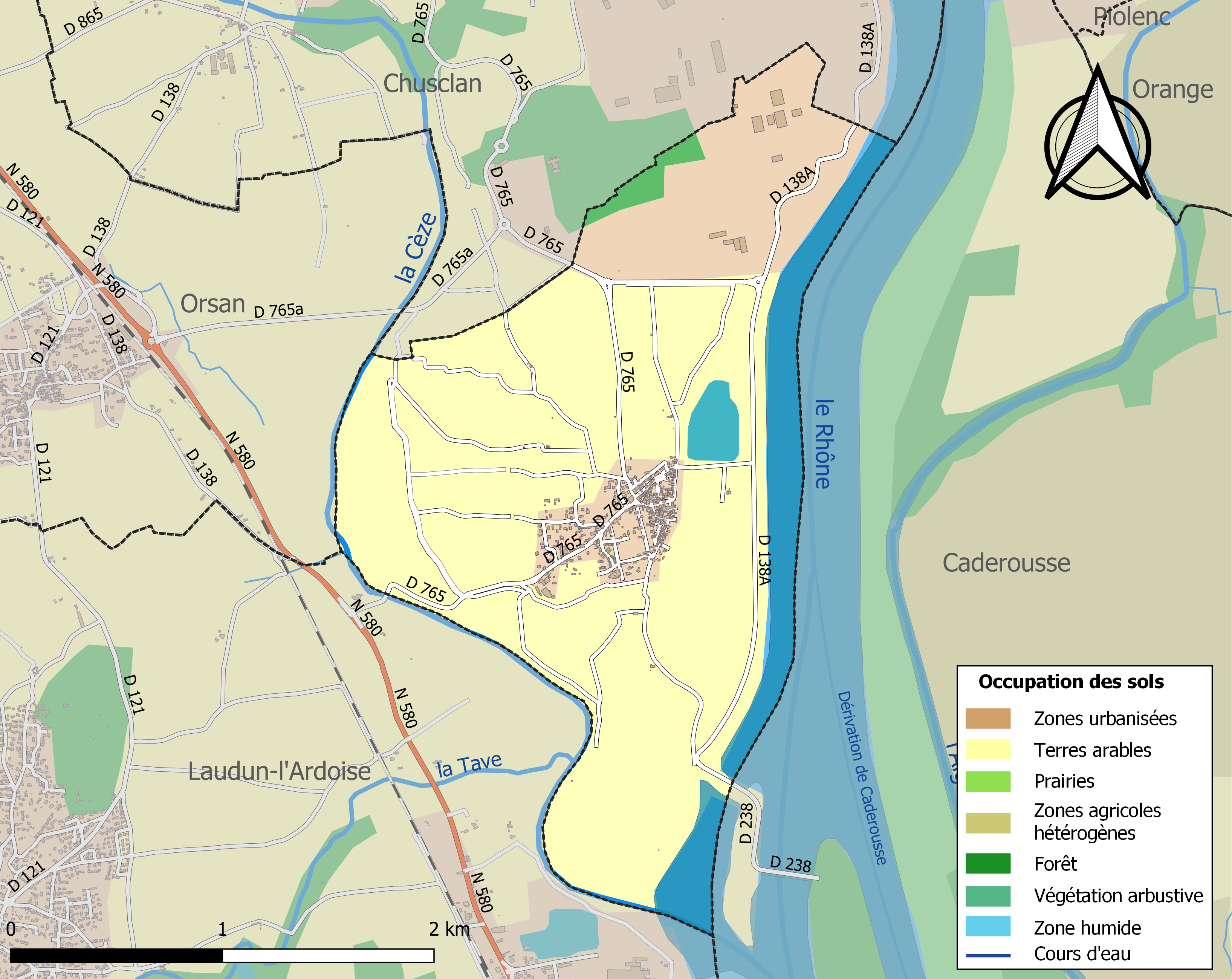
Carte des infrastructures et de l'occupation des sols de la commune en 2018 (CLC).

### Risques majeurs
Le territoire de la commune de Codolet est vulnérable à différents aléas naturels : météorologiques (tempête, orage, neige, grand froid, canicule ou sécheresse), inondations, feux de forêts et séisme (sismicité modérée). Il est également exposé à trois risques technologiques, le transport de matières dangereuses et la rupture d'un barrage et le risque nucléaire. Un site publié par le BRGM permet d'évaluer simplement et rapidement les risques d'un bien localisé soit par son adresse soit par le numéro de sa parcelle.

#### Risques naturels
La commune fait partie du territoire à risques importants d'inondation (TRI) d'Avignon – plaine du Tricastin – Basse vallée de la Durance, regroupant 90 communes du bassin de vie d'Avignon, Orange et de la basse vallée de la Durance, un des 31 TRI qui ont été arrêtés fin 2012 sur le bassin Rhône-Méditerranée. Il a été retenu au regard des risques de débordements du Rhône, de la Durance, de la Cèze, du Lez (84), de l'Ardèche, de l'Eygues, du Rieu (Foyro), de la Meyne, de l'Ouvèze, des Sorgues, des rivières du Sud-Ouest du mont Ventoux, de la Nesque, du Calavon et de l'Èze. Les crues récentes significatives sont celles d'octobre 1993 (Rhône-Lez), de janvier et novembre 1994 (Rhône, Durance, Calavon, Ouvèze), de décembre 1997, de  novembre 2000, de mai 2008 (Durance), de décembre 2003 (Rhône, Calavon), de septembre 1992 (Ouvèze), de septembre 2002 et de 2003 (Aygue, Rieu Foyro), de septembre 1958, de septembre 1992 (Ardèche), de septembre 1993 (Èze). Des cartes des surfaces inondables ont été établies pour trois scénarios : fréquent (crue de temps de retour de 10 ans à 30 ans), moyen (temps de retour de 100 ans à 300 ans) et extrême (temps de retour de l'ordre de 1 000 ans, qui met en défaut tout système de protection),. La commune a été reconnue en état de catastrophe naturelle au titre des dommages causés par les inondations et coulées de boue survenues en 1982, 1993, 1994, 1996, 1998, 2002 et 2003,.

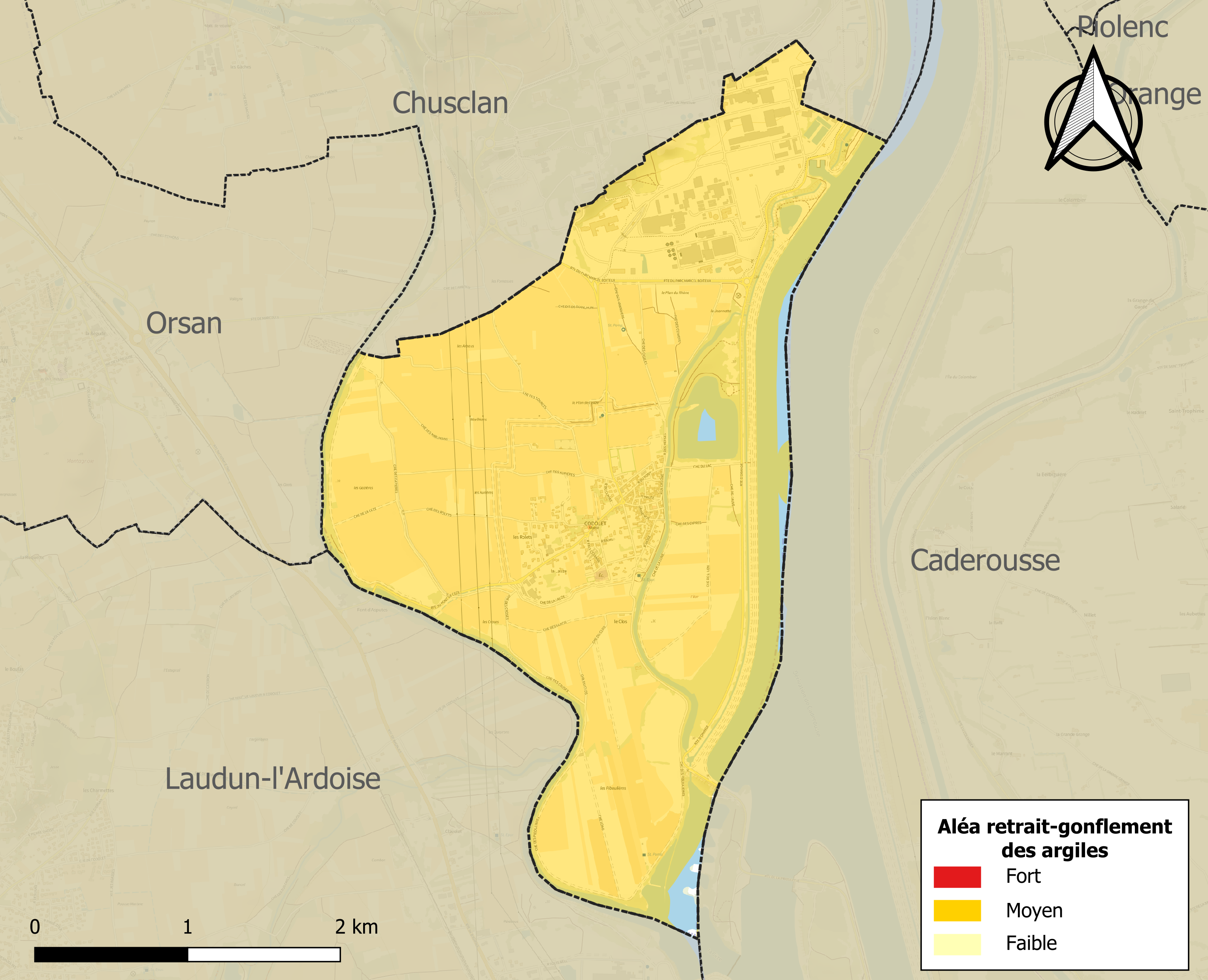
Carte des zones d'aléa retrait-gonflement des sols argileux de Codolet.

Le retrait-gonflement des sols argileux est susceptible d'engendrer des dommages importants aux bâtiments en cas d’alternance de périodes de sécheresse et de pluie. 98,1 % de la superficie communale est en aléa moyen ou fort (67,5 % au niveau départemental et 48,5 % au niveau national). Sur les 262 bâtiments dénombrés sur la commune en 2019, 262 sont en aléa moyen ou fort, soit 100 %, à comparer aux 90 % au niveau départemental et 54 % au niveau national. Une cartographie de l'exposition du territoire national au retrait gonflement des sols argileux est disponible sur le site du BRGM,.
Par ailleurs, afin de mieux appréhender le risque d’affaissement de terrain, l'inventaire national des cavités souterraines permet de localiser celles situées sur la commune.

#### Risques technologiques
Le risque de transport de matières dangereuses sur la commune est lié à sa traversée par des infrastructures routières ou ferroviaires importantes ou la présence d'une canalisation de transport d'hydrocarbures. Un accident se produisant sur de telles infrastructures est en effet susceptible d’avoir des effets graves au bâti ou aux personnes jusqu’à 350 m, selon la nature du matériau transporté. Des dispositions d’urbanisme peuvent être préconisées en conséquence.
La commune est en outre située en aval du barrage de Sénéchas, un ouvrage de classe A doté d'un PPI. À ce titre elle est susceptible d’être touchée par l’onde de submersion consécutive à la rupture de cet ouvrage.
La commune étant située dans le périmètre de sûreté autour du site nucléaire de Marcoule, elle est exposée au risque nucléaire. En cas d'incident ou d'accident nucléaire, des consignes de confinement ou d'évacuation peuvent être données et les habitants peuvent être amenés à ingérer, sur ordre du préfet, les comprimés d'iode.
Le 26 octobre 1956, alors que le premier réacteur nucléaire G1 de Marcoule atteint pour la première fois une puissance maximale de 40 MW thermique, 5 à 7 kg d'uranium s'oxydent et fondent dans une cartouche de combustible. Le canal accidenté et les canaux voisins  sont fortement contaminés et les habitants du village de Codolet, de 1956 à 1968, reçoivent chaque année 0,52 millisievert du fait des émissions d'argon-41 de G1.

## Histoire

### Époque contemporaine
Le 12 septembre 2011, une explosion dans un four de retraitement des déchets nucléaires de Centraco de Marcoule tue un employé et en blesse quatre autres, provoquant un incendie et une fuite. L'exploitant a déclaré que le four contenait 63 kBq, mais il s’avérait qu'il contenait 30 MBq (500 fois plus). Cet accident a été classé niveau 1 INES par l'ASN le 29 septembre.

## Politique et administration

### Liste des maires

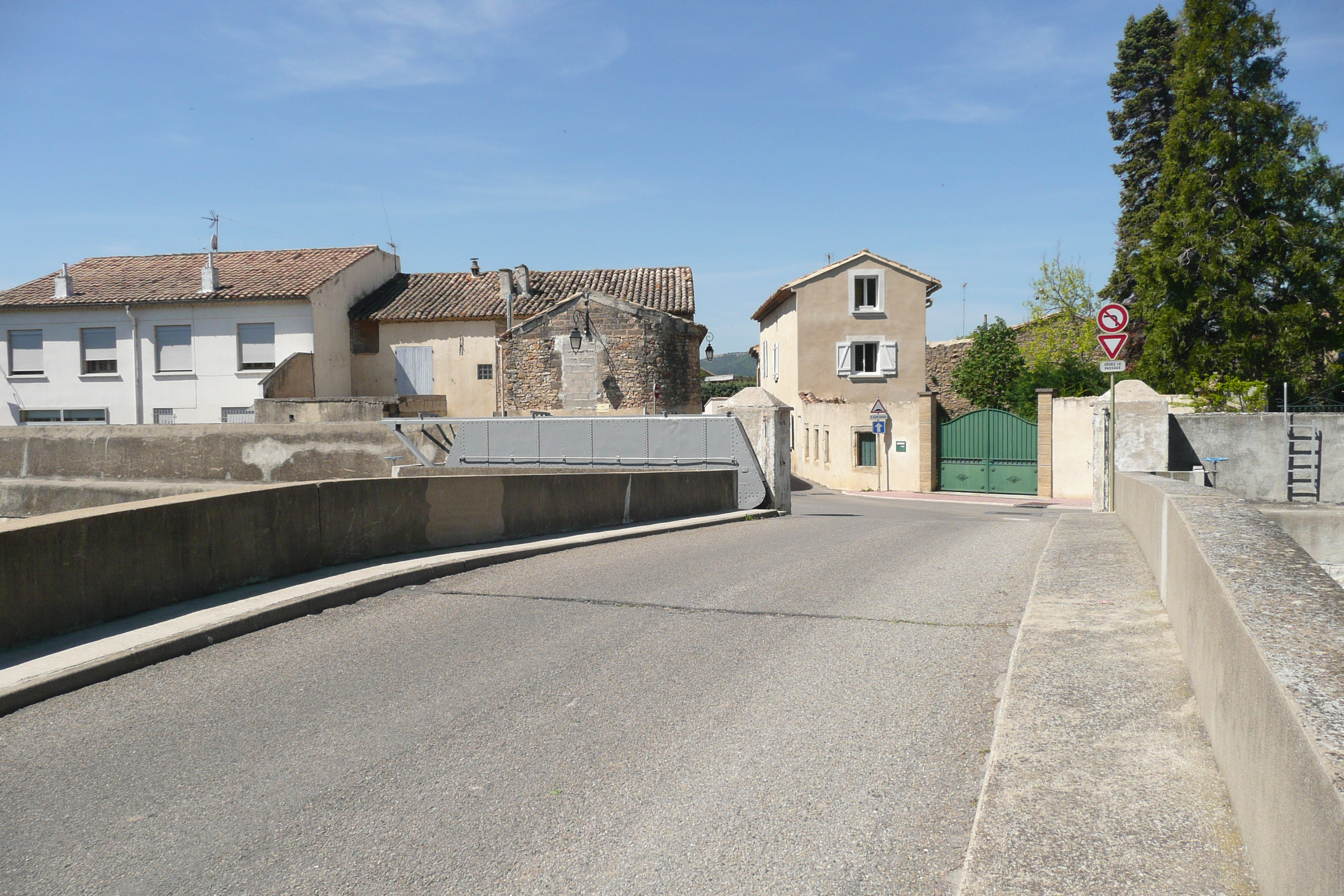
Entrée de Codolet.

| Période                                  | Période  | Identité          | Étiquette | Qualité                                |
| ---------------------------------------- | -------- | ----------------- | --------- | -------------------------------------- |
| 1989                                     | 1993     | Gabriel Bouillard |           |                                        |
| 1993                                     | 2014     | Serge Boissin     | DVG       | Président de la communauté de communes |
| 2014                                     | En cours | Sebastien Bayart  | REG       | Employé                                |
| Les données manquantes sont à compléter. |          |                   |           |                                        |

## Population et société

### Démographie
L'évolution du nombre d'habitants est connue à travers les recensements de la population effectués dans la commune depuis 1793. Pour les communes de moins de 10 000 habitants, une enquête de recensement portant sur toute la population est réalisée tous les cinq ans, les populations de référence des années intermédiaires étant quant à elles estimées par interpolation ou extrapolation. Pour la commune, le premier recensement exhaustif entrant dans le cadre du nouveau dispositif a été réalisé en 2004.

En 2022, la commune comptait 597 habitants, en évolution de −12,33 % par rapport à 2016 (Gard : +2,97 %, France hors Mayotte : +2,11 %).
| 1793 | 1800 | 1806 | 1821 | 1831 | 1836 | 1841 | 1846 | 1851 |
| ---- | ---- | ---- | ---- | ---- | ---- | ---- | ---- | ---- |
| 590  | 577  | 699  | 806  | 874  | 837  | 794  | 817  | 806  |

| 1856 | 1861 | 1866 | 1872 | 1876 | 1881 | 1886 | 1891 | 1896 |
| ---- | ---- | ---- | ---- | ---- | ---- | ---- | ---- | ---- |
| 788  | 809  | 764  | 697  | 686  | 678  | 640  | 614  | 611  |

| 1901 | 1906 | 1911 | 1921 | 1926 | 1931 | 1936 | 1946 | 1954 |
| ---- | ---- | ---- | ---- | ---- | ---- | ---- | ---- | ---- |
| 556  | 510  | 536  | 462  | 395  | 399  | 327  | 335  | 344  |

| 1962 | 1968 | 1975 | 1982 | 1990 | 1999 | 2004 | 2006 | 2009 |
| ---- | ---- | ---- | ---- | ---- | ---- | ---- | ---- | ---- |
| 381  | 393  | 386  | 433  | 458  | 558  | 639  | 673  | 700  |

| 2014 | 2019 | 2022 | - | - | - | - | - | - |
| ---- | ---- | ---- | - | - | - | - | - | - |
| 685  | 618  | 597  | - | - | - | - | - | - |

### Enseignement
Le village possède une école maternelle et primaire.

### Manifestations culturelles et festivités
Un feu d'artifice,assez réputé aux alentours, est donné le jour de la fête nationale. La commune organise beaucoup d'autres festivités, telles que la fête médiévale ou encore la fête de la musique.

## Économie

### Revenus
En 2018  (données Insee publiées en septembre 2021), la commune compte 260 ménages fiscaux, regroupant 613 personnes. La médiane du revenu disponible par unité de consommation est de 21 650 € (20 020 € dans le département).

### Emploi
|                | 2008   | 2013 | 2018  |
| -------------- | ------ | ---- | ----- |
| Commune        | 10 %   | 11 % | 9,9 % |
| Département    | 10,6 % | 12 % | 12 %  |
| France entière | 8,3 %  | 10 % | 10 %  |

En 2018, la population âgée de 15 à 64 ans s'élève à 429 personnes, parmi lesquelles on compte 78,3 % d'actifs (68,4 % ayant un emploi et 9,9 % de chômeurs) et 21,7 % d'inactifs,. En  2018, le taux de chômage communal (au sens du recensement) des 15-64 ans est inférieur à celui de la France et du département, alors qu'en 2008 il était supérieur à celui de la France.
La commune fait partie de la couronne de l'aire d'attraction de Bagnols-sur-Cèze, du fait qu'au moins 15 % des actifs travaillent dans le pôle,. Elle compte 934 emplois en 2018, contre 974 en 2013 et 753 en 2008. Le nombre d'actifs ayant un emploi résidant dans la commune est de 297, soit un indicateur de concentration d'emploi de 314,9 % et un taux d'activité parmi les 15 ans ou plus de 64,4 %.
Sur ces 297 actifs de 15 ans ou plus ayant un emploi, 51 travaillent dans la commune, soit 17 % des habitants. Pour se rendre au travail, 92,7 % des habitants utilisent un véhicule personnel ou de fonction à quatre roues, 0,3 % les transports en commun, 6,9 % s'y rendent en deux-roues, à vélo ou à pied et.

### Activités hors agriculture

#### Secteurs d'activités
50 établissements sont implantés  à Codolet au 31 décembre 2019. Le tableau ci-dessous en détaille le nombre par secteur d'activité et compare les ratios avec ceux du département,.
| Secteur d'activité                                                                                        | Commune | Commune | Département |
| Secteur d'activité                                                                                        | Nombre  | %       | %           |
| --- | ------- | ------- | ----------- |
| Ensemble                                                                                                  | 50      |         |             |
| Industrie manufacturière, industries extractives et autres                                                | 9       | 18 %    | (7,9 %)     |
| Construction                                                                                              | 9       | 18 %    | (15,5 %)    |
| Commerce de gros et de détail, transports, hébergement et restauration                                    | 13      | 26 %    | (30 %)      |
| Information et communication                                                                              | 1       | 2 %     | (2,2 %)     |
| Activités financières et d'assurance                                                                      | 5       | 10 %    | (3 %)       |
| Activités spécialisées, scientifiques et techniques et activités de services administratifs et de soutien | 6       | 12 %    | (14,9 %)    |
| Administration publique, enseignement, santé humaine et action sociale                                    | 1       | 2 %     | (13,5 %)    |
| Autres activités de services                                                                              | 6       | 12 %    | (8,8 %)     |

Le secteur du commerce de gros et de détail, des transports, de l'hébergement et de la restauration est prépondérant sur la commune puisqu'il représente 26 % du nombre total d'établissements de la commune (13 sur les 50 entreprises implantées  à Codolet), contre 30 % au niveau départemental.

#### Entreprises et commerces
Les trois entreprises ayant leur siège social sur le territoire communal qui génèrent le plus de chiffre d'affaires en 2020 sont : 
- Cyclife France SA, traitement et élimination des déchets dangereux (88 716 k€)
- Cisbio Bioassays, fabrication de préparations pharmaceutiques (38 071 k€)
- LNT, activités des sociétés holding (126 k€)

### Agriculture
|               | 1988 | 2000 | 2010 | 2020 |
| ------------- | ---- | ---- | ---- | ---- |
| Exploitations | 33   | 27   | 14   | 8    |
| SAU (ha)      | 274  | 307  | 210  | 107  |

La commune est dans la vallée du Rhône, une petite région agricole occupant la frange est du département du Gard. En 2020, l'orientation technico-économique de l'agriculture  sur la commune est la viticulture. Huit exploitations agricoles ayant leur siège dans la commune sont dénombrées lors du recensement agricole de 2020 (33 en 1988). La superficie agricole utilisée est de 107 ha,,.

## Culture locale et patrimoine

### Édifices civils

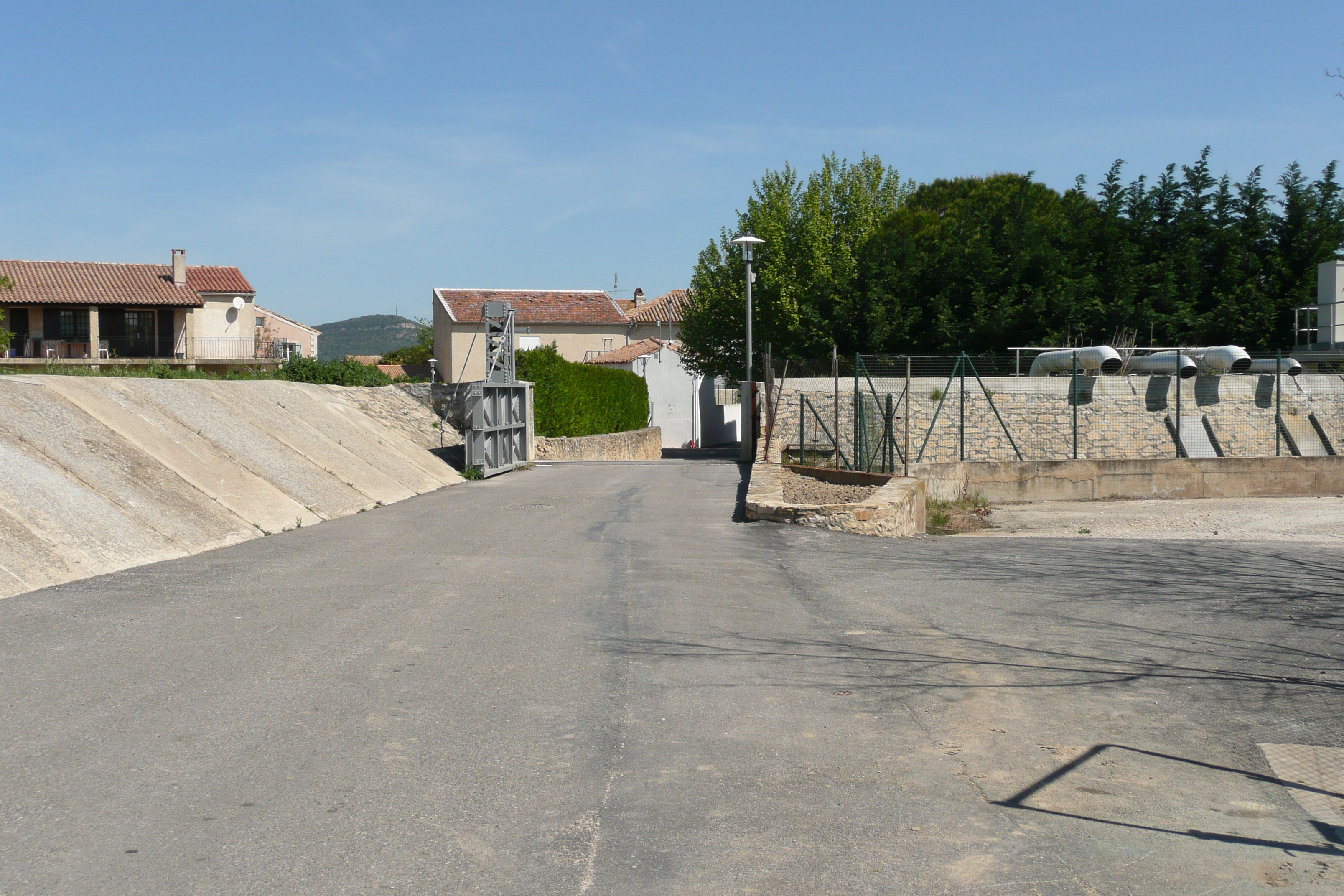
Digue protégeant du Rhône.
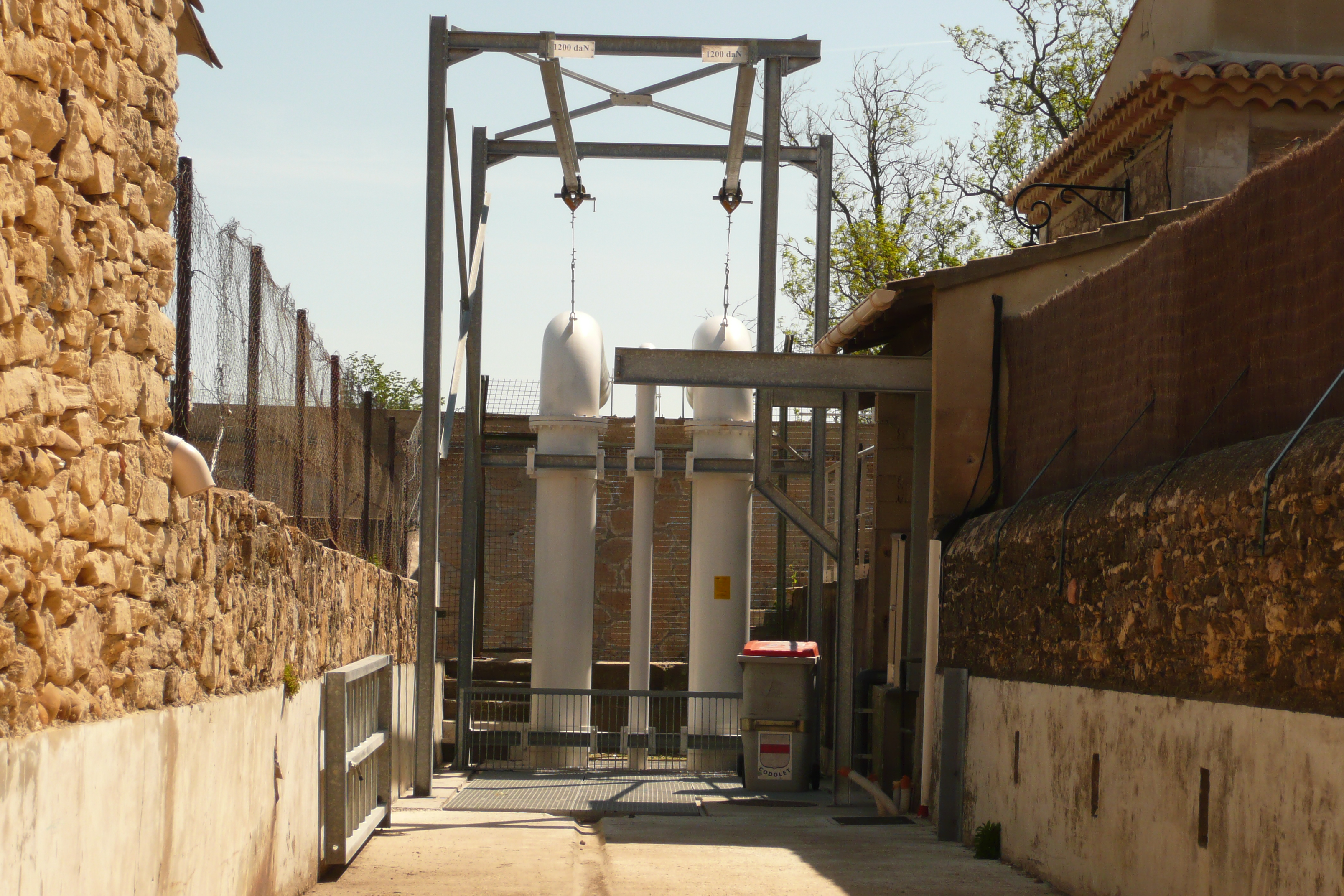
Système de pompage.
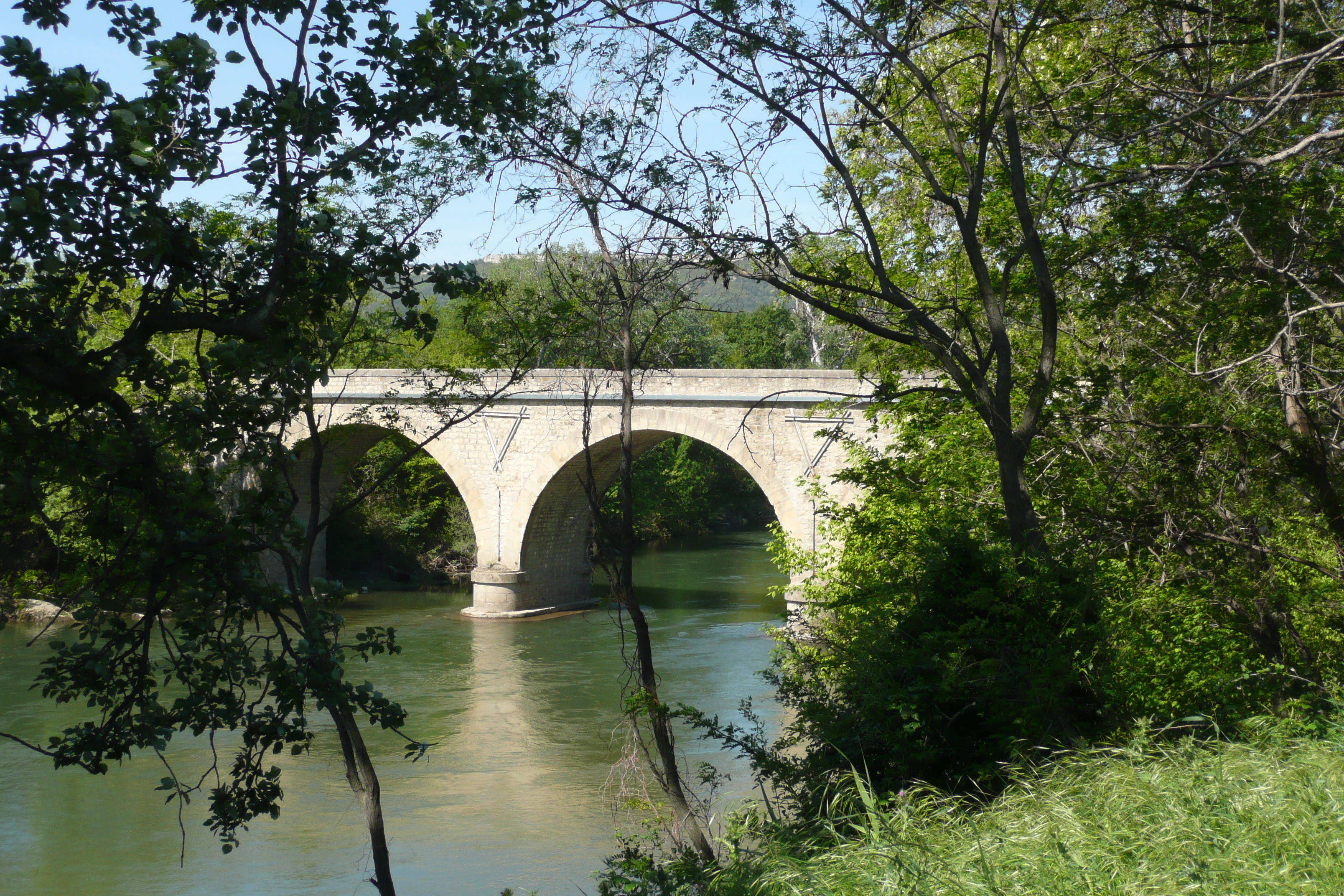
Pont sur la Cèze.

### Édifices religieux
Il y a une église catholique, où est donnée une messe mensuelle.
- Église Saint-Michel de Codolet.

### Personnalités liées à la commune
- Emmanuel Marie Pierre de Gramont (1783-1841), 6e duc de Caderousse, marquis de Vachères et de Codolet, maréchal de camp, membre de la Chambre des pairs sous la Monarchie de Juillet.

## Héraldique
| Blason de Codolet | Blason  | D'argent à la fasce losangée d'or et de gueules. |
| Blason de Codolet | Détails | Le statut officiel du blason reste à déterminer. |